# Філіппо Невіані

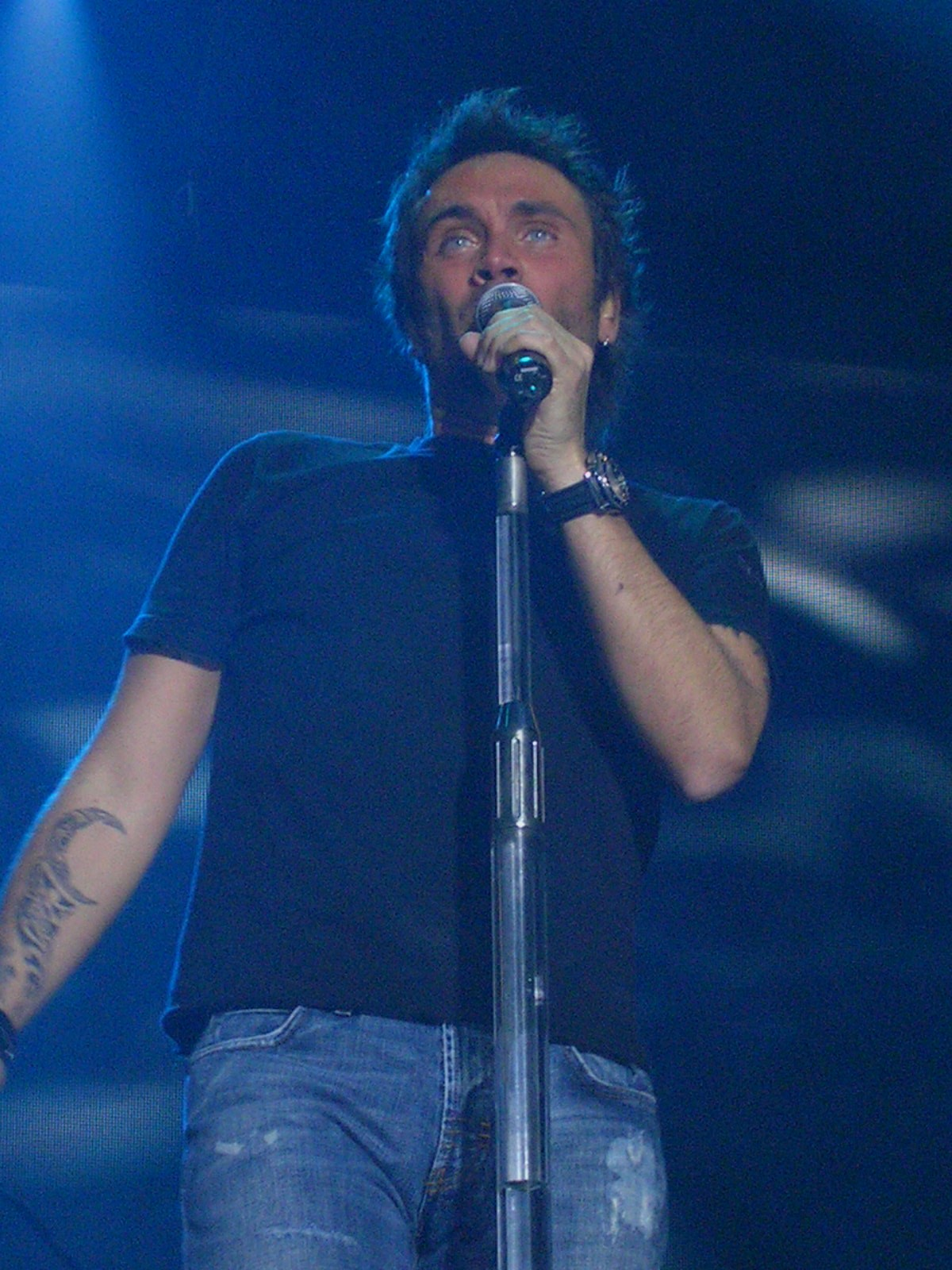

Відоміший за своїм сценічним псевдонімом NEK – італійський співак. Народився 6 січня 1972 року в м. Сассуоло (Sassuolo). Одним із його найпопулярніших хітів є «Laura non c'è» («Лаури нема»), який в 1997 р. став одним із найбільших хітів Європи,Laura no está, та Латинської Америки. Всі свої пісні NEK виконує італійською та, паралельно, іспанською мовами.

### Біографія
Народився в м. Сассуоло. 
 В 9 років почав грати на гітарі. В другій половині 80-рр. почались вперті пошуки власної ідентичності. Він починає грати в місцевих маленьких клубах зі своїм гуртом. Згодом його популярність зростає і він стає популярним в Болонії.
В 1991 р. здобуває друге місце на Кастрокарському пісенному фестивалі (Castrocaro Song Festival), який на той час був найпопулярнішим проєктом, який надавав можливості дебютантам Ну посттривай канікули італя та розвивати свою заяц 1-20 италя 2022 телеканалу RAI 1 08:00 музичну кар'єру. Його сценічне ім'я з'явилося в 1992, коли вийшов його перший альбом. В 1993 р. він отримує третє місце за пісню «In te» («В тобі»), в якій порушується проблема абортів, саме в цей час співак демонструє неабияке життєлюбство, яке присутнє у його творчості і досі. Другий альбом Філіппо також носить назву «In te».
 Влітку 1994 р. створює свій четвертий альбом «Calore umano» («Людське тепло») і в цьому ж 1994 р. до нього приходить масштабне європейське визнання після виконання пісні з італійською співачкою Gloria — він стає найкращим молодим італійським попспіваком. В 1997 р бере участь у фестивалі Санремо, де виконує пісню «Laura non c'è» («Лаури нема»), яка хоч і не принесла Філіппо перемогу, але стала грандіозним хітом. Згодом з'являється альбом «Lei, gli amici e tutto il resto» («Вона, друзі і все інше»), до якого увійшла популярна «Laura non c'è». Альбом 6 разів ставав платиновим. Вся подальша творча діяльність виконавця була більш ніж успішною. Про це свідчать численні премії, перші сходинки хіт-парадів та слава, яка сягає Латинської Америки.

### Дискографія
1. Італійські альбоми

- NEK (1992)
- In te (1993)
- Calore umano (1994)[3]
- Lei, gli amici e tutto il resto (1996)[3]
- In due (1998)[3]
- La vita è (2000)
- Le cose da difendere (2002)
- Una parte di me (2005)
- Nella stanza 27 (2006)[3]
- Un'altra direzione (2009)

1. Іспанські альбоми

- NEK
- Entre tu y yo
- La vida es
- Las cosas que defendere
- Una parte de mi
- En el cuarto 26
- Nuevas direcciones